# Communauté de communes du Pays Morcenais
La communauté de communes du Pays Morcenais est une communauté de communes française, située dans le département des Landes et la région Nouvelle-Aquitaine

## Historique
Elle a été créée le 8 juin 1994 pour une prise d'effet immédiate.

## Territoire communautaire

### Géographie
Située au centre  du département des Landes, la communauté de communes du Pays Morcenais regroupe 6 communes et présente une superficie de 518,1 km2.

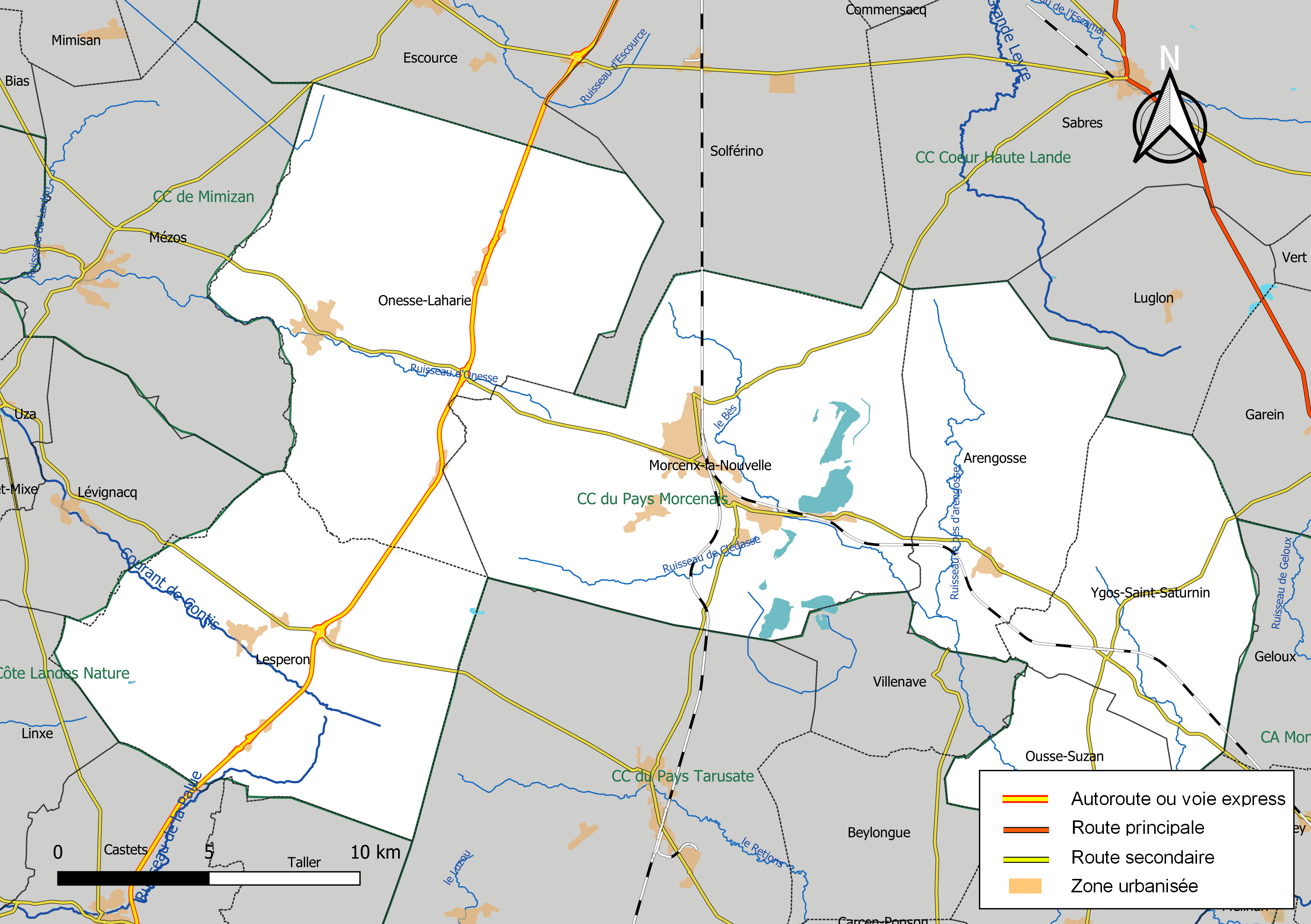
Carte de la communauté de communes du Pays Morcenais au 1er janvier 2019.

### Composition

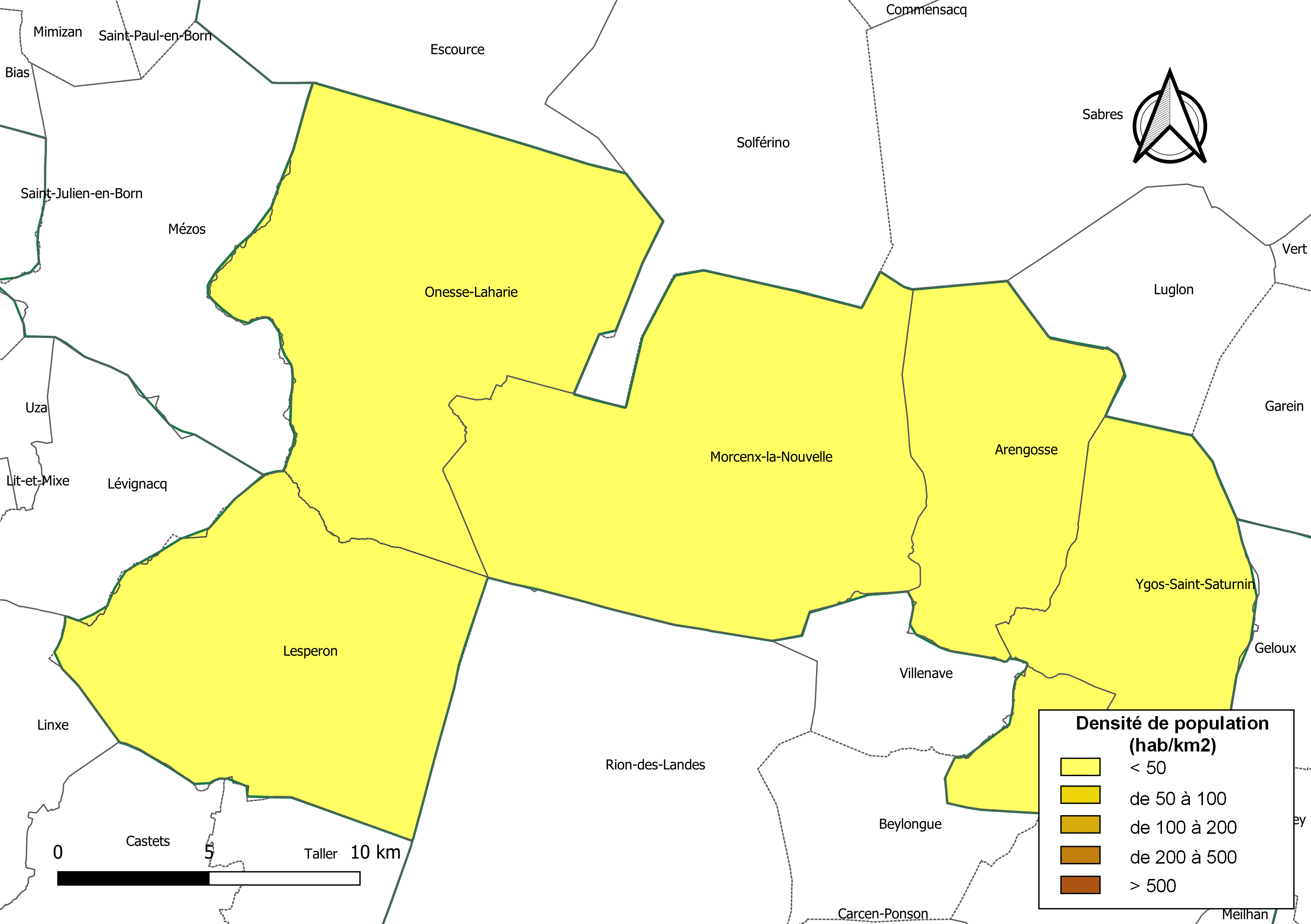
Carte des densités de population (millésimée 2016) des communes de la communauté de communes du Pays Morcenais. Composition en communes au 1er janvier 2019.

La communauté de communes est composée des 6 communes suivantes :

| Nom                         | Code Insee | Gentilé      | Superficie (km2) | Population (dernière pop. légale) | Densité (hab./km2) |
| --------------------------- | ---------- | ------------ | ---------------- | --------------------------------- | ------------------ |
| Morcenx-la-Nouvelle (siège) | 40197      | Morcenais    | 138,3            | 5 005 (2022)                      | 36                 |
| Arengosse                   | 40006      | Arengossais  | 62,48            | 713 (2022)                        | 11                 |
| Lesperon                    | 40152      | Lesperonnais | 102,81           | 1 030 (2022)                      | 10                 |
| Onesse-Laharie              | 40210      | Onessois     | 132,13           | 1 057 (2022)                      | 8                  |
| Ousse-Suzan                 | 40215      | Oussois      | 24,48            | 285 (2022)                        | 12                 |
| Ygos-Saint-Saturnin         | 40333      | Ygossais     | 57,88            | 1 344 (2022)                      | 23                 |

## Démographie
| 1968   | 1975   | 1982   | 1990  | 1999  | 2010  | 2015  | 2021  |
| ------ | ------ | ------ | ----- | ----- | ----- | ----- | ----- |
| 10 448 | 10 641 | 10 261 | 9 185 | 8 924 | 9 459 | 9 393 | 9 400 |

## Administration
| Période                                  | Période  | Identité                  | Étiquette | Qualité                                      |
| ---------------------------------------- | -------- | ------------------------- | --------- | -------------------------------------------- |
| Les données manquantes sont à compléter. |          |                           |           |                                              |
|                                          | 2020     | Jean-Claude Deyres        | PS        | Maire de Morcenx puis de Morcenx-la-Nouvelle |
| 2020                                     | En cours | Jérôme Baylac-Domengetroy | PS        | Adjoint au maire de Morcenx-la-Nouvelle      |